# Marcela Fernández
Marcela Fernández de Gándara (Hermosillo, Sonora, 30 de noviembre de 1947 - 3 de diciembre de 2022) fue una filántropa mexicana, conocida por haber emprendido la Fundación Ganfer. Recibió diversos premios, entre ellos, Chuck McDonagh por el incremento a la calidad de vida en Bahía de Kino, el Premio a la Responsabilidad Social Empresarial del Centro Mexicano de Filantropía, el Premio Nacional Tonantzin (2012) por su destacada gestión por el Desarrollo Integral de la Familia y un homenaje póstumo por parte del Ayuntamiento de Hermosillo (2023).

## Obra y legado
A temprana edad, manifestó una vocación por ayudar a las personas en situación de pobreza o de carencias sociales. A los 10 años de edad, ofreció un concierto de piano para recaudar fondos con el objetivo de fortalecer a la Cruz Roja Mexicana. Más tarde, junto a su esposo, creó la Fundación Ganfer, por la cual consolidó su compromiso con la responsabilidad social a través de los programas Un paso a tiempo (con el objetivo de prevenir adicciones), María Goretti (que busca proteger y educar emocionalmente a niñas, niños y adolescentes en estado de orfandad, abandono, rechazo familiar, maltrato físico o mental); además, promovió eventos sociales para la cohesión social a través del Festival del chef.
Realizó alianzas estratégicas con Casa Hogar Todos Somos Hermanos, Casa Hogar Guadalupe Libre, Malala Academia, Fundación Don Juan Navarrete y Guerrero, Ciudad de los Niños, Instituto Kino, Internado J. Cruz Gálvez, entre otros.
Entre 2009 y 2012 fue presidenta honoraria del DIF Hermosillo donde continuó impulsando labores altruistas y de voluntariado, en el marco de la presidencia del Ayuntamiento de Hermosillo encabezada por su esposo.
Luego del fallecimiento de Marcela Fernández, la fundación Ganfer continuó trabajando presidida por Luisa Fernanda Gándara Fernández quien mantiene vigente los programas hasta la actualidad.

## Vida familiar
Más conocida como Marcela Fernández de Gándara, sus padres fueron José Ramón Fernández Suárez y Luisa Aguilar Espinoza; su hermana y hermanos Serafina, Faustino (finado) y José Ramón. El 24 de septiembre de 1972 contrajo matrimonio con Javier Gándara Magaña, con quien procreó a Javier Francisco, Luisa Alejandra, Germán, Ana Marcela, Adreana y Gerardo Gándara Fernández. Murió en la misma ciudad de nacimiento a causa de fibrosis pulmonar.